# Тара Стојановић
Теодора Тара Стојановић, познатија само као Тара, је српска поп, хип-хоп и р'н'б певачица која се прославила у дечијем такмичењу Пинкове звездице. Њена прва песма је Гад, дует са Анђелином. Пореклом је из Београда.

## Дискографија

### Синглови
- Гад (2019) са Анђелином
- Фотке (2020)
- Рат и мир (2020) са Албином
- Вуду (2020) обрада за пројекат RE:COVERED
- Види види (2021)
- Води ме на море (2021) са Еегором
- Тара (2021)
- Ти и ја (2022)
- Модра зора (2022)[3] Сунчане скале
- Еуфорија (2022) са рок бендом Лифт
- Злато дијаманти (2022)
- Тако ми имена (2023)
- Пијана (2024)